# Mechlorethamin
Mechlorethamin (auch Chlormethin, Stickstofflost) ist ein Arzneistoff aus der Gruppe der Zytostatika zur Therapie von Morbus Hodgkin und anderen Krebserkrankungen.
Die Substanz wirkt als Alkylans und ist stark zellgiftig.

## Pharmazeutische Verwendung
Der Wirkstoff wird als Salz der Salzsäure, Mechlorethaminhydrochlorid bzw. Chlormethinhydrochlorid, verwendet. Chlormethinhydrochlorid ist ein weißer bis cremefarbener, kristalliner hygroskopischer Feststoff, der sehr schwer löslich in Wasser, teilweise löslich in Ethanol und löslich in Aceton ist.

## Klinische Angaben

### Morbus Hodgkin
Mechlorethamin wird angewendet zur palliativen Therapie bei generalisiertem Morbus Hodgkin. Ebenfalls kann es beim Bronchialkarzinom und generalisiertem Lymphosarkom eingesetzt werden. Es zeigte in Studien beim Plattenepithelkarzinom der Lunge gegenüber anderen Alkylantien Vorteile in der Überlebensrate der Patienten.
Bei chronischen Leukämien und ebenfalls bei akuten Leukämien ist es nicht die Therapie der Wahl. Auf Notfallsituationen sollte es beschränkt bleiben, wenn es notwendig ist, eine rasche Verminderung einer bedrohlich hohen Leukozytenzahl zu erreichen.

#### Kontraindikationen
Bei Patienten mit durch Knochenmarkbefalls hervorgerufener Thrombozytopenie, Leukopenie und Anämie sollte der Einsatz unter Einbeziehung des Risikos der Verstärkung dieser Blutbildungstörungen abgewägt werden. Beim Vorliegen von Infektionskrankheiten ist die Anwendung von Mechlorethamin kontraindiziert.

#### Wechselwirkungen
Eine Impfung mit Lebendvirus-Impfstoffen sollte nur nach Abklärung des hämatologischen Status erfolgen, da Mechlorethamin einen immunsupprimierenden Effekt aufweist.

#### Schwangerschaft und Stillzeit
Stickstoff-Loste können fetale Missbildungen verursachen, besonders in der Frühschwangerschaft. Daher ist bei der Verabreichung an Frauen das voraussichtliche Risiko abzuwägen. Bei schwangeren Patientinnen sollte bis zum dritten Trimenon die Anwendung vermieden werden.

#### Unerwünschte Wirkungen
Übelkeit, Erbrechen und Auswirkungen auf das blutbildende System können zur Dosislimitierung zwingen. Haarausfall und Schwerhörigkeit können auftreten. Ebenfalls sind Appetitlosigkeit, Schwäche und Diarrhoe bei der Therapie mit Mechlorethamin beschrieben.
Studien berichten über eine immunsuppressive Wirkung von Mechlorethamin. Nachgewiesen ist ein hemmender Effekt von Mechlorethamin auf den Metabolismus von Lymphozyten. Der Einsatz des Mechlorethamin kann Patienten für bakterielle, virale oder Pilzinfekte prädisponieren.

Ein Teil von Patientinnen, die gegen Morbus Hodgkin nach dem MOPP-Schema (Mechlorethamin, Vincristin, Procarbazin, Prednison) behandelt wurden, entwickelten eine sekundäre Amenorrhoe.

### Mycosis fungoides
Mechlorethamin wird auch in der topischen Behandlung eines kutanen T-Zell-Lymphoms vom Typ der Mycosis fungoides eingesetzt. Diese Indikation ist seit den 1950er Jahren beschrieben. Zugelassen ist Mechlorethamin für diesen Anwendungsgebiet in den USA seit 2013 als Valchlor, in der EU seit 2017 als Ledaga. Es wird als Gel auf die erkrankten Hautstellen aufgetragen. Eine systemische Bioverfügbarkeit ist bei der dermalen Anwendung vernachlässigbar. Als unerwünschte Wirkungen traten in den Zulassungsstudien sehr häufig Dermatitiden, Juckreiz und Hautinfektionen und häufig Hautulzerationen und Blasenbildung sowie  Hyperpigmentierung der Haut auf.

## Pharmakologische Eigenschaften

### Pharmakodynamik
Die zytotoxische Wirkung des Mechlorethamin beruht als biologischer alkylierender Wirkstoff auf Einzel- und Doppelstrangbrüchen in der DNA von rasch proliferierenden Zellen. Die Toxizität ist mit einer LD50 (Ratte, i.v.) von 1,1 mg des Hydrochlorids pro kg Körpergewicht hoch. In vitro zeigte Mechlorethamin toxische Effekte auf Zellen des Respirationstraktes bei Säugetieren.

### Pharmakokinetik
Nach intravenöser Gabe wird es schnell in einen reaktiven Metaboliten umgewandelt. Die Ausscheidung erfolgt renal.

## Handelspräparate
- intravenös, intacavitär:  Mustargen (USA, a.H.; CH, a.H.)
- topisch: Valchlor (USA), Ledaga (EU)

## Regulierung
Über den Safe Drinking Water and Toxic Enforcement Act of 1986 besteht in Kalifornien seit 1. Januar 1988 eine Kennzeichnungspflicht für Produkte, die Mechlorethamin enthalten. Am 1. April 1988 wurde die Kennzeichnungspflicht auf das Hydrochlorid erweitert.

## Externe Links zu erwähnten Verbindungen
1. ↑  Externe Identifikatoren von bzw. Datenbank-Links zu Mechlorethaminhydrochlorid:  CAS-Nr.: 55-86-7, EG-Nr.: 200-246-0, ECHA-InfoCard: 100.000.224, PubChem: 5935, ChemSpider: 5722, DrugBank: DBSALT000904, Wikidata: Q27124263.